# Мери-сюр-Сен
Мери́-сюр-Сен (фр. Méry-sur-Seine) — коммуна во Франции, находится в регионе Шампань — Арденны. Департамент — Об. Административный центр кантона Мери-сюр-Сен. Округ коммуны — Ножан-сюр-Сен.
Код INSEE коммуны — 10233.
Коммуна расположена приблизительно в 120 км к востоку от Парижа, в 65 км юго-западнее Шалон-ан-Шампани, в 28 км к северо-западу от Труа.

## Население
Население коммуны на 2008 год составляло 1365 человек.
| 1962 | 1968 | 1975 | 1982 | 1990 | 1999 | 2008 |
| ---- | ---- | ---- | ---- | ---- | ---- | ---- |
| 1083 | 1109 | 1174 | 1254 | 1302 | 1326 | 1365 |

## Экономика
В 2007 году среди 820 человек в трудоспособном возрасте (15—64 лет) 616 были экономически активными, 204 — неактивными (показатель активности — 75,1 %, в 1999 году было 72,6 %). Из 616 активных работали 549 человек (313 мужчин и 236 женщин), безработных было 67 (28 мужчин и 39 женщин). Среди 204 неактивных 56 человек были учениками или студентами, 74 — пенсионерами, 74 были неактивными по другим причинам.